# 伊勢博
伊勢 博（いせ ひろし、1958年3月22日 - ）は、日本のデジタル・アーキビスト。専門はデジタル・アーカイブ、情報教育。 特定非営利活動法人クリエイトひがしね理事、株式会社アーキネット代表取締役・東北芸術工科大学非常勤講師、東北文教大学短期大学部非常勤講師。

## 来歴
1978年より1991年まで、複数の建築事務所に勤務。
- 秦・伊藤建築設計事務所 (1978 - 1988)
- Cabinet・Ojima（フランス）(1989)
- Interspace Time Tokyo (1990 - 1991)

Interspace Time Tokyoでは建築家のロバート・ローの教えを受ける。
1991年から1997年まで、大型建築プロジェクトコーディネーターとして、シンガポール、マレーシア各地にてプロジェクトに参加した（シンガポール：Ngee Ann City、Lane Crawford。クアラルンプール：ホテル日航。ペナン：Evergreen Laurel Hotel等）。

## 著書

### 共著
- （平塚知真子・田川孝展・久保園由美子・反田任・山本良顕との共著）『NetCommons活用事例と モジュールの使いこなしヒント集』 Kindle版